# Neoarcturus oudops
Neoarcturus oudops là một loài chân đều trong họ Holidoteidae. Loài này được Barnard miêu tả khoa học năm 1914.